# Hans Treidler
Hans Treidler (* 5. Januar 1891 in Berlin; † 29. März 1968 ebenda) war ein deutscher Altphilologe, Althistoriker, Historischer Geograph und Gymnasiallehrer.
Hans Treidler besuchte das Bismarck-Gymnasium in Berlin-Wilmersdorf bis zum Abitur 1909. Er studierte von 1909 bis 1912 an der Universität Berlin Klassische Altertumswissenschaften, unter anderem Historische Geographie bei Wilhelm Sieglin. Seit 1912 studierte er an der Universität Leipzig, wo er 1917 mit einer Arbeit zur historischen Geographie des antiken Epirus promoviert wurde (Gutachter waren Joseph Partsch und Johannes Kromeyer). 1916 legte er das Erste, 1917 das Zweite Staatsexamen für das höhere Lehramt an Gymnasien ab. 1917 leistete er sein Seminarjahr am Askanischen Gymnasium in Berlin ab. Nach dem Probejahr wurde er zum 1. Oktober 1919 dauerhaft im preußischen Schuldienst angestellt.
Zum 1. April 1928 erhielt Treidler eine Festanstellung als Studienrat am Gymnasium in Altdöbern. Ab dem 1. April 1934 unterrichtete er am Gymnasium in Bad Freienwalde (Oder). Nach dem Zweiten Weltkrieg lebte er erneut in Berlin.
Treidler publizierte zahlreiche Artikel zur antiken historischen Geographie und Ethnographie in Paulys Realencyclopädie der classischen Altertumswissenschaft sowie im Kleinen Pauly. Seinen akademischen Mentor Wilhelm Sieglin würdigte er in einem Nachruf (1936) und in einem Beitrag zum 100. Geburtstag (1955).

## Veröffentlichungen (Auswahl)
- Epirus im Altertum. Studien zur historischen Topographie. Leipzig 1917 (= Dissertation).
- Epirotische Völker im Altertum. Eine ethnographische Studie mit einem Exkurs über die 14 Stämme Theopomps im 4. Jahrhundert. In: Archiv für Anthropologie. Neue Folge, Band 17, 1919, S. 89–122.
- Herodot: Reisen und Forschungen in Afrika. Brockhaus, Leipzig 1926.
- Europa im Altertum. Auszüge aus griechischen und römischen Schriftstellern. Hirt, Breslau 1930.
- Wilhelm Sieglin. In: Jahresbericht über die Fortschritte der klassischen Altertumwissenschaft 254 B, 1936, S. 123–132.
- Wilhelm Sieglin. In: Forschungen und Fortschritte. Band 29, 1955, S. 222.